# Brassica oleracea var. capitata
Brassica oleracea var. capitata,  repollo, col repollo, col arrepollada o col cerrada, es una planta comestible de la familia de las Brasicáceas, y una herbácea bienal, cultivada como anual, cuyas hojas lisas forman un característico cogollo compacto.
También se conoce como repollo blanco por su característico color verde pálido, para diferenciarla de la lombarda que se le conoce como repollo morado.
Las diferentes variedades se obtuvieron a partir de la especie silvestre, conocida desde hace siglos, mediante cruces y selección para adaptarlas a diferentes condiciones climáticas. 
Existen dos variedades principales de repollos: las tempranas y las tardías. Las tempranas maduran en cincuenta días aproximadamente. Producen cogollos pequeños y se destinan al consumo inmediato ya que no resisten el almacenamiento. Las tardías, que maduran a los ochenta días, producen cogollos de mayor tamaño y se destinan a la provisión invernal.
Se consume cocinado, encurtido o crudo en ensalada. Se puede conservar cocido, congelarse tras escaldarlo previamente e incluso preparar como chucrut (col fermentada que se utiliza como condimento o acompañamiento). En Venezuela es común consumirlo en los perros calientes.
El repollo es rico en vitamina C, A, calcio y β-caroteno, además de tener un alto contenido de fibra.
Su duración es indefinida si no se corta ni extrae de su tallo, puede durar años y seguir creciendo. Hay casos en los que han vivido dos años; sin embargo, su forma cambia, su tallo se alarga y deja paso a unos cogollos o pequeños (repollos) sus hojas se caen y dejan paso al crecimiento del tallo.

## Descripción

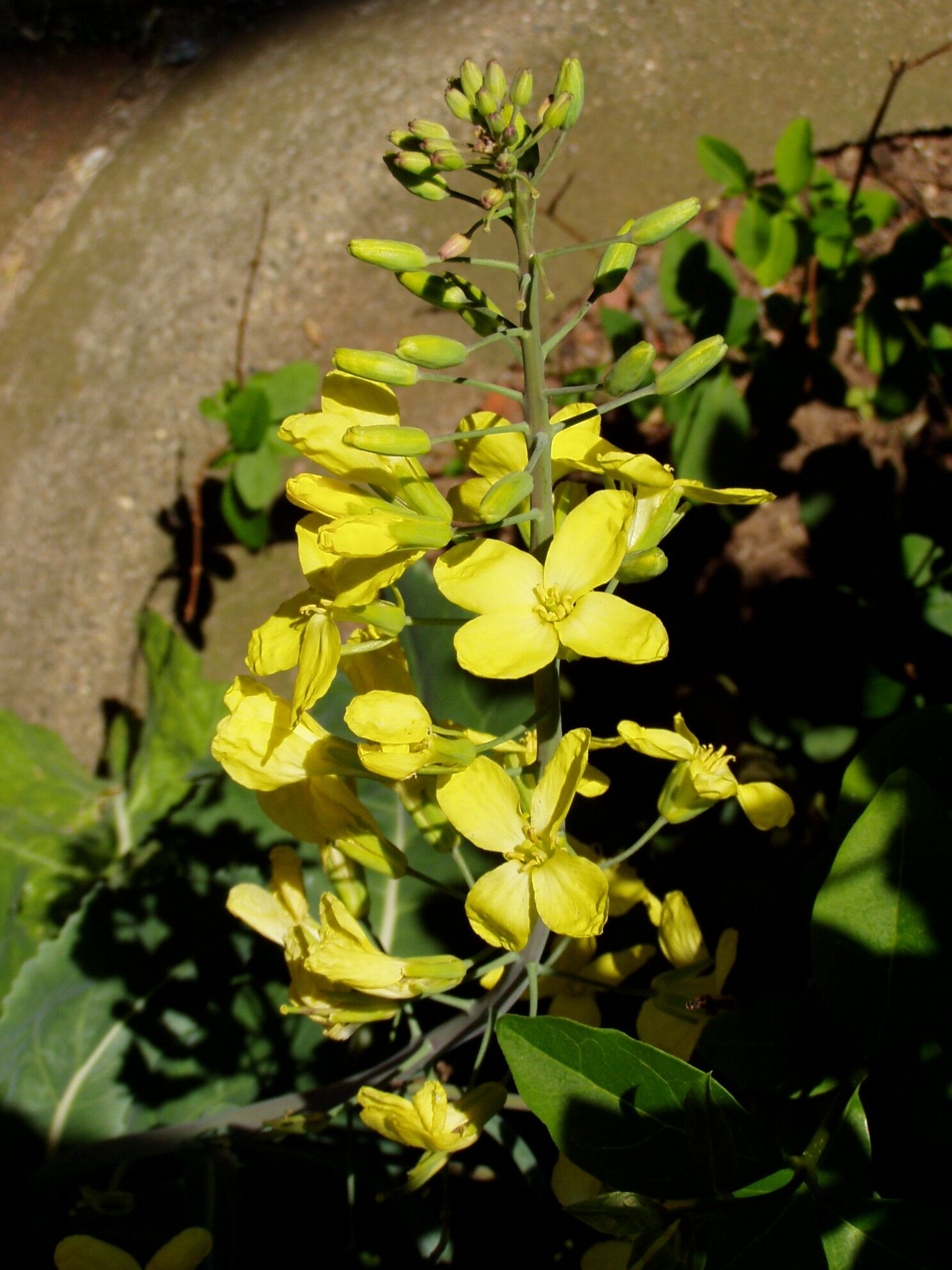
La inflorescencia de la col, que aparece en el segundo año de crecimiento de la planta, presenta flores blancas o amarillas, cada una con cuatro pétalos dispuestos perpendicularmente.

Las plántulas de col tienen una raíz primaria delgada y cotiledones cordados (en forma de corazón). Las primeras hojas producidas son ovaladas (en forma de huevo) con un pecíolo. Las plantas tienen una altura de 40 a 60 cm en su primer año en la etapa vegetativa madura, y de 1,5 a 2,0m cuando florecen en el segundo año. Las cabezas tienen una media de entre 1 y 8 lb (0,5 y 3,6 kg), y las variedades de crecimiento rápido y maduración temprana producen cabezas más pequeñas. La mayoría de las coles tienen hojas gruesas y alternas, con márgenes que van desde ondulados o lobulados hasta muy disecados; algunas variedades tienen una floración cerosa en las hojas. Las plantas tienen sistemas radiculares que son fibrosos y poco profundos. Alrededor del 90 por ciento de la masa radicular se encuentra en la parte superior 20-30 cm (8-12 plg) del suelo; algunas raíces laterales pueden penetrar hasta 2 m (6' 6,70") de profundidad.
La inflorescencia es un terminal indeterminado que mide 50-100 cm (20-40 plg) de altura, con flores de color amarillo o blanco. Cada flor tiene cuatro pétalos dispuestos en forma perpendicular, así como cuatro sépalos, seis estambres y un ovario superior que es bicelular y contiene un solo estigma y estilo. Dos de los seis estambres tienen filamentos más cortos. El fruto es una silicua que se abre en la madurez mediante dehiscencia para revelar semillas marrones o negras que son pequeñas y de forma redonda. La autopolinización es imposible: existe polinización cruzada por insectos. Las hojas iniciales forman una roseta que comprende de 7 a 15 hojas, cada una de las cuales mide 25-35 cm (10-14 plg) por 20-30 cm (8-12 plg); después de esto, se desarrollan hojas con pecíolos más cortos y se forman cabezas a través de las hojas que se ahuecan hacia adentro.
En las distintas variedades cultivadas de col se encuentran muchas formas, colores y texturas de hoja. Los tipos de hoja se dividen generalmente entre coles de hoja arrugada, savoys de cabeza suelta y coles de hoja lisa de cabeza firme, mientras que el espectro de colores incluye el blanco y una gama de verdes y morados. Se encuentran formas oblongas, redondas y puntiagudas.
La col ha sido cultivada selectivamente por el peso de la cabeza y las características morfológicas, la resistencia a las heladas, el crecimiento rápido y la capacidad de almacenamiento. Se ha dado importancia al aspecto de la cabeza de la col en la mejora selectiva, eligiéndose variedades por su forma, color, firmeza y otras características físicas. Los objetivos de la Crianza se centran ahora en aumentar la resistencia a diversos insectos y enfermedades y en mejorar el contenido nutricional de la col. La investigación científica sobre la modificación genética de la B.  oleracea, incluida la col, ha incluido exploraciones de la Unión Europea y Estados Unidos para lograr una mayor resistencia a los insectos y a los herbicidas.
Hay varias entradas del Libro Guinness de los Récords relacionadas con la col. Entre ellos se encuentra el de la col más pesada, con 62,71 kg, el de la col roja más pesada, con 31.6 kg, la cinta de col rellena más larga, con 19.54 m, y el plato de col más grande, con 2960 kg.

## Historia
Aunque la col tiene una extensa historia, es difícil rastrear sus orígenes exactos debido a las muchas variedades de verduras de hoja verde clasificadas como "brásicas". Un posible ancestro silvestre de la col, la Brassica oleracea, que se encuentra originalmente en Gran Bretaña y Europa continental, tolera la sal pero no la invasión de otras plantas y, en consecuencia, habita en acantilados rocosos en hábitats costeros frescos y húmedos, reteniendo agua y nutrientes en sus hojas ligeramente engrosadas y turgentes. Sin embargo, los análisis genéticos son consistentes con el origen asilvestrado de esta población, derivado de plantas escapadas del campo y los jardines. Según la teoría del triángulo de U de la evolución y las relaciones entre las especies de Brassica B. oleracea y otras hortalizas estrechamente relacionadas (coles, col rizada, brócoli, coles de Bruselas y coliflor) representan una de las tres líneas ancestrales de las que se originaron todas las demás brásicas.
La col fue probablemente domesticada más tarde en la historia que los cultivos de Oriente Próximo como las lentejas y el trigo de verano. Debido a la amplia gama de cultivos desarrollados a partir de la B. oleracea silvestre, es posible que se produjeran múltiples domesticaciones de la col en toda Europa, en general contemporáneas. Las coles sin cabeza y la col rizada fueron probablemente las primeras en ser domesticadas, antes del año 1000 a. C., tal vez por los celtas de Europa central y occidental, aunque recientes pruebas lingüísticas y genéticas refuerzan un origen mediterráneo de las brásicas cultivadas.
Mientras que las brásicas no identificadas formaban parte del repertorio de jardines de la Mesopotamia altamente conservador, se cree que los antiguos egipcios no cultivaban coles, que no es nativa del valle del Nilo, aunque la palabra shaw't en el Papiro Harris de la época de Ramsés III se ha interpretado como "col". Los antiguos griegos tenían algunas variedades de col, como menciona Teofrasto, aunque se desconoce si estaban más relacionadas con la col actual o con alguno de los otros cultivos de Brassica. La variedad de col de cabeza era conocida por los griegos como krambe y por los romanos como brassica u olus; la variedad abierta y con hojas (kale) era conocida en griego como raphanos y en latín como caulis. El Egipto ptolemaico conocía el cultivo de coles como gramb, bajo la influencia del griego krambe, que había sido una planta familiar para los antecedentes macedonios de los Ptolomeos. A principios de la época romana, los artesanos y los niños egipcios comían coles y nabos entre una amplia variedad de otras verduras y legumbres.
Crisipo de Cnidos escribió un tratado sobre la col, que Plinio conocía, pero no ha sobrevivido. Los griegos estaban convencidos de que las coles y las vides eran enemigas, y que las coles plantadas demasiado cerca de la vid impartirían su desagradable olor a las uvas; este sentido mediterráneo de antipatía sobrevive hoy en día.
La Brassica era considerada por algunos romanos un lujo para la mesa, aunque Lucullus la consideraba impropia de la mesa senatorial. El más tradicionalista Catón el Viejo, partidario de una vida republicana sencilla, comía la col cocida o cruda y aliñada con vinagre; decía que superaba a todas las demás verduras, y distinguía con aprobación tres variedades; también daba indicaciones sobre su uso medicinal, que se extendía a la orina del consumidor de coles, en la que se podía enjuagar a los niños. Plinio el Viejo enumeró siete variedades, entre las que se encontraban la col de Pompeya, la col de Cumas y la col de Sabelianos. 
Según Plinio, la col de Pompeya, que no soportaba el frío, es "más alta, y tiene una cepa gruesa cerca de la raíz, pero crece más gruesa entre las hojas, siendo éstas más escasas y estrechas, pero su ternura es una cualidad valiosa". La col de Pompeya también fue mencionada por Columella en De Re Rustica'. Apicius da varias recetas de cauliculi, brotes tiernos de col. Los griegos y los romanos reivindicaban los usos medicinales de sus variedades de col que incluían el alivio de la gota, los dolores de cabeza y los síntomas de la ingestión de hongos venenosos.
La antipatía hacia la vid hacía pensar que comer coles permitiría evitar la embriaguez. La col siguió figurando en la materia médica de la antigüedad, así como en la mesa: en el siglo I d. C. Dioscórides menciona dos tipos de coles con usos médicos, la cultivada y la silvestre, y sus opiniones continuaron siendo parafraseadas en herbarios hasta el siglo XVII.
A finales de la Antigüedad se menciona la col en De observatione ciborum ("Sobre la observancia de los alimentos") de Anthimus, médico griego de la corte de Teodorico el Grande. La col aparece entre las hortalizas cuyo cultivo se ordena en el Capitulare de villis, compuesto en 771-800 d. C., que guiaba el gobierno de los estados reales de Carlomagno.
En Gran Bretaña, los anglosajones cultivaban el cawel. Cuando las coles de cabeza redonda aparecieron en la Inglaterra del siglo XIV se llamaron cabaches y caboches, palabras extraídas del francés antiguo y aplicadas al principio para referirse a la bola de hojas sin abrir, la receta contemporánea que comienza "Toma coles y córtalas en cuartos, y cuécelas en un buen caldo", también sugiere la col de cabeza apretada.

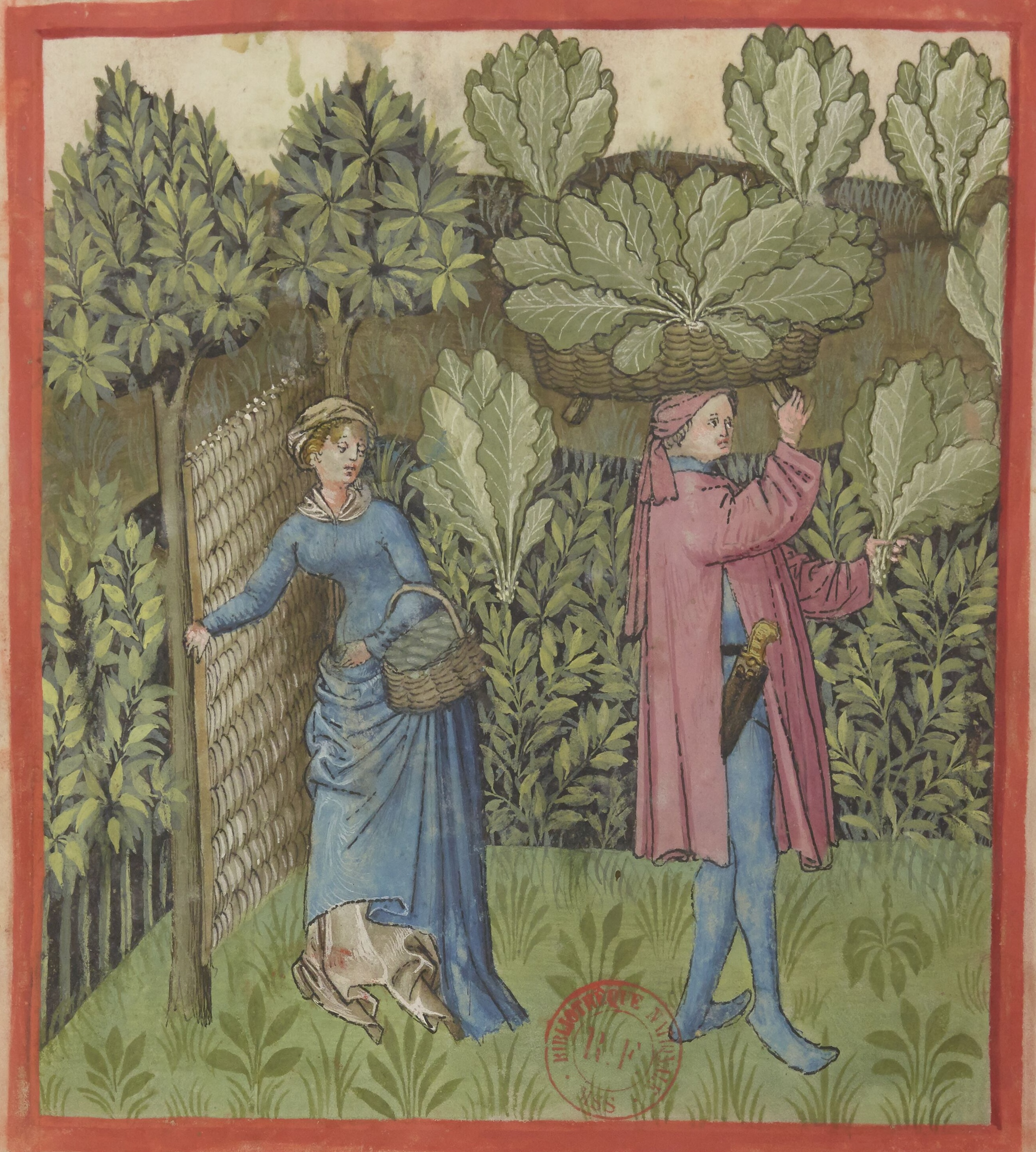
Cosecha de coles, Tacuinum Sanitatis,.

Los manuscritos iluminados muestran el protagonismo de la col en la cocina de la Alta Edad Media, y las semillas de col figuran en la lista de semillas compradas para el uso del Rey Juan II de Francia cuando estaba cautivo en Inglaterra en 1360, pero las coles también eran un alimento familiar de los pobres: en el magro año de 1420 el "Burgués de París" señalaba que "la gente pobre no comía pan, nada más que coles y nabos y tales platos, sin pan ni sal". El naturalista francés Jean Ruel hizo lo que se considera la primera mención explícita de la col de cabeza en su tratado botánico de 1536 De Natura Stirpium, refiriéndose a ella como capucos coles ("coles de cabeza").
En Estambul, el sultán Selim III escribió una oda irónica a la col: sin col, el festín de halva no estaba completo. En la India, la col fue uno de los varios cultivos vegetales introducidos por los comerciantes colonizadores de Portugal, que establecieron rutas comerciales entre los siglos XIV y XVII. Carl Peter Thunberg informó de que la col aún no se conocía en Japón en 1775.
Muchas variedades de col -incluyendo algunas que aún se cultivan comúnmente- se introdujeron en Alemania, Francia y los Países Bajos. Durante el siglo XVI, los jardineros alemanes desarrollaron la col de Milán." Durante los siglos XVII y XVIII, la col era un alimento de primera necesidad en países como Alemania, Inglaterra, Irlanda y Rusia, y la col en escabeche se consumía con frecuencia. El chucrut era utilizado por los marineros holandeses, escandinavos y alemanes para prevenir el escorbuto durante los largos viajes en barco.
Jacques Cartier llevó por primera vez la col a las Américas en 1541-42, y probablemente fue plantada por los primeros colonos ingleses, a pesar de la falta de pruebas escritas de su existencia allí hasta mediados del siglo XVII. En el siglo XVIII, era comúnmente plantada tanto por los colonos como por los indios nativos americanos de América del Norte. Las semillas de col viajaron a Australia en 1788 con la Primera Flota, y fueron plantadas ese mismo año en la isla Norfolk. Se convirtió en la hortaliza favorita de los australianos en la década de 1830 y se veía con frecuencia en los mercados de Sídney.
Un mercado tradicional y muy antiguo, callejero y al aire libre: Zelný trh (mercado de la col) en Brno, Moravia, República Checa, lleva el nombre de la col desde 1325 (700 años).

## Enfermedades

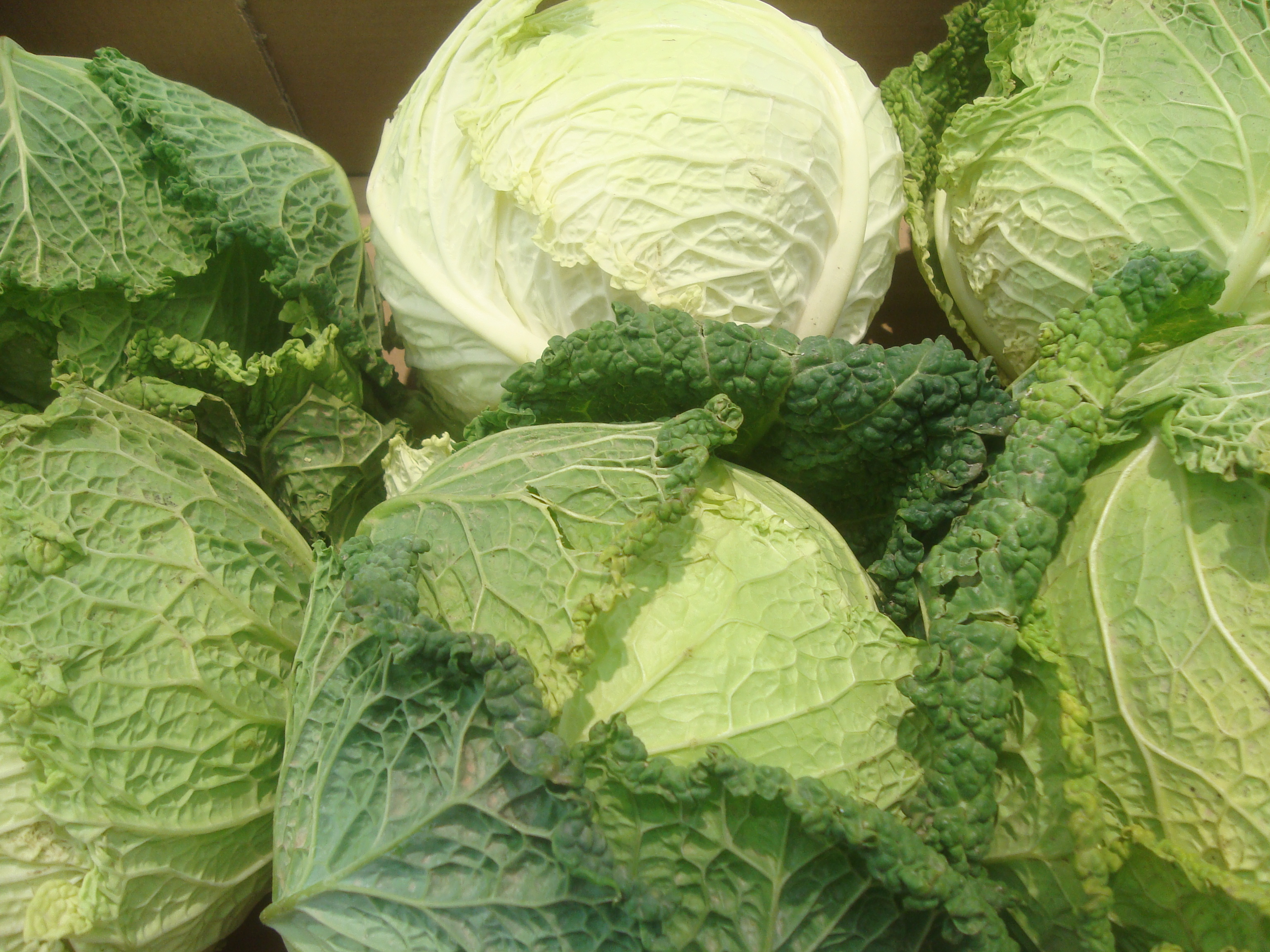
Col repollo.

- Herniaria de la col: la produce Plasmodiphora brassicae produce la marchitez tanto de hojas como el tallo.
- Mildiu de la col: producida por Peronospora brassicae, las hojas se ponen oscuras y mueren. Es una enfermedad criptogámica.
- Noctúido de la col: Mamestra brassicae, sus orugas cavan galerías en el cogollo.

## Composición
El jugo de la lombarda tiene un alto contenido en antocianina y se puede utilizar como indicador de pH.

## Taxonomía
Brassica oleracea var. capitata fue descrita por Carlos Linneo y publicado en Species Plantarum 2: 667, en 1753.